# Джеймс Кларк Рос
Вижте пояснителната страница за други личности с името Рос.
Сър Джеймс Кларк Рос (на английски: Sir James Clark Ross) е английски военноморски офицер, пътешественик-изследовател, контраадмирал (1 декември 1856). Участва в 11 полярни експедиции, от които осем в Арктика и три в Антарктика. Открива море Рос и Земя Виктория на Антарктида.

## Ранни години (1800 – 1819)
Роден е на 15 април 1800 година в Лондон, Великобритания, трети син в семейството на Джордж Рос и Кристиан Кларк, племенник на Джон Рос. На 12-годишна възраст постъпва в Кралския военноморски флот и през 1818 придружава чичо си в първото му пътуване през Арктика в търсене на Северозападния проход.

## Експедиционна дейност (1819 – 1849)

### Участие в експедициите на Уилям Пари (1819 – 1827)
От 1819 до 1827 година участва в експедициите на Уилям Едуард Пари. Първата експедиция през 1819 – 1820 постига изключително голям успех като открива, изследва и картографира над половината път от Гренландия до Беренговия проток, част от Северозападния проход. Втората експедиция на Пари през 1821 – 1822, в сравнение с първата, е с по-малки резултати, но независимо от това допринася за по-нататъшното откриване и изследване на огромния Канадски арктичен архипелаг.

### Участие във втората експедиция на Джон Рос (1829 – 1833) и експедиция в Бафиновия залив (1836)
При участието във втората експедиция на чичо си Джон Рос през 1829 – 1833, през пролетта на 1830 Джеймс Рос пресича п-ов Бутия от изток на запад и го изследва, като на юг открива провлака, свързващ го с континента, а на север протока Бело, отделящ го от остров Съмърсет. На югозапад от полуострова открива протока Джеймс Рос (69°40′ с. ш. 96°30′ з. д. / 69.666667° с. ш. 96.5° з. д., ширина около 55 км), а на югозапад от протока – остров Кинг Уилям (12,6 хил. км2). На 1 юни 1831, на 70°05′17″ с. ш. 96°46′45″ з. д. / 70.088056° с. ш. 96.779167° з. д., открива Северния магнитен полюс.
През 1836 година ръководи експедиция в Бафиновия залив, където провежда геомагнитни измервания.

### Експедиции в Антарктика (1840 – 1843)
От 1840 до 1843 година извършва три плавания в Антарктика на корабите „Еребус“ и „Тирър“, втория под командването на Франсис Крозиър, като целта е откриването и достигането на Южния магнитен полюс.

#### Първо плаване (1840 – 1841)
При пристигането на експедицията в Тасмания през 1840, Рос научава за откритията извършени от Жул Дюмон-Дюрвил и Чарлз Уилкс и решава да проведе търсенията си на изток от техните маршрути.
В края на 1840 година корабите поемат на юг по 170° и.д. и на 5 януари 1841 достига до нос Адер (71°17′ ю. ш. 170°06′ и. д. / 71.283333° ю. ш. 170.1° и. д.). На 11 януари, на юг от носа, открива дългата над 100 км планина Адмиралти с планинския масив Сабин (71°55′ ю. ш. 169°30′ и. д. / 71.916667° ю. ш. 169.5° и. д.). Продължава плаването си на юг, покрай брега на Земя Виктория и открива о-вите Посешън (12 януари, 71°50′ ю. ш. 171°10′ и. д. / 71.833333° ю. ш. 171.166667° и. д.), където на 19 януари 1841 обявява откритите земи за британско владение, а след това остров Коулмен (73°25′ ю. ш. 169°57′ и. д. / 73.416667° ю. ш. 169.95° и. д.) и остров Франклин (76°04′ ю. ш. 168°20′ и. д. / 76.066667° ю. ш. 168.333333° и. д.). На 27 януари, на 77°32′ ю. ш. 167°20′ и. д. / 77.533333° ю. ш. 167.333333° и. д., открива вулкана Еребус (3795 м), а на 77°30′ ю. ш. 168°40′ и. д. / 77.5° ю. ш. 168.666667° и. д. – вулкана Тирър, двата разположени на остров Рос, отделен от континента от протока Мак Мърдо. На изток от остров Рос на 28 януари открива Ледената бариера Рос. По този начин Рос открива и първи плава в море Рос (около 960 хил. км2) и покрай източния бряг на Земя Виктория (142º и.д. – 152º з.д.). Няколко дни корабите плават на изток покрай ледената бариера и на 15 февруари, след като изминават почти 470 км, достигат до 78° 04' ю.ш. (рекордна за времето си южна ширина). Опасявайки се да не бъде блокиран от ледовете Рос поема на север и достига до остров Франклин, където провежда магнитни измервания и установява, че Южния магнитен полюс се намира на около 300 км западно от острова във вътрешността на Земя Виктория. След като достига нос Адер Рос плава няколко дни на запад покрай брега и в края на февруари, след като открива над 1000 км от бреговете на Антарктида, в началото на април 1841 се завръща в Тасмания.

#### Второ плаване (1841 – 1842)
През пролетта (ноември) 1841 година Джеймс Рос отново потегля за Антарктида, надявайки се да намери проход на юг от Земя Виктория. В началото на януари 1842, движейки сред ледове на 156° 30' з.д., отново пресича южната полярна окръжност, но на 19 януари налетялата буря силно поврежда корабите, като особено пострадва „Тирър“. Ремонтът трае няколко дни и едва на 2 февруари корабите продължават плаването си на юг, като този път Рос успява да проникне с 10 км по-на юг (78º 04` 30“ ю.ш.) от миналото си плаване. На 23 февруари корабите продължават покрай ледената бариера на изток и я проследяват почти по цялото ѝ протежение (дължината ѝ е около 1000 км). По този начин Рос полага началото на откриването на най-големия шелфов ледник Рос на Земята. Есента приближава и Рос е принуден да обърне на североизток към Фолклъндските о-ви, където зимува.

#### Трето плаване (1842 – 1843)
В края на пролетта на 1842 година англичаните напускат Фолклъндските о-ви и отново се устремяват на юг, но този път в акваторията на море Уедъл. През декември 1842 на североизток от Антарктическия п-ов открива островите Етна (632°54′ ю. ш. 55°25′ з. д. / 632.9° ю. ш. 55.416667° з. д.), Паулета (63°34′ ю. ш. 55°46′ з. д. / 63.566667° ю. ш. 55.766667° з. д.), Дарвин (63°23′ ю. ш. 54°52′ з. д. / 63.383333° ю. ш. 54.866667° з. д.) и Джеймс Рос (64°12′ ю. ш. 57°48′ з. д. / 64.2° ю. ш. 57.8° з. д.). Джеймс Рос прави отчаяни опити да проникне колкото е възможно по-на юг, но ледовата обстановка обаче това лято е неблагоприятна и Рос успява да достигна през март 1843 само до 71º 30` ю.ш. В началото на септември 1843 година експедицията се завръща в Англия.
За четири и половина години плаване от екипажа загива само един моряк по време на голяма буря. През цялото време на експедицията никой не се разболява от скорбут, благодарение на мерките взети от Джеймс Рос относно хранителния режим на екипажа. През 1844 година за огромните му заслуги към географията е удостоен с рицарска титла, а Франция го награждава с Ордена на почетния легион.

### Последна арктическа експедиция (1848 – 1849)
През 1848 – 1849 година възглавява първата правителствена експедиция за търсене на Джон Франклин с корабите „Ентърпрайз“ и „Инвестигейтър“. Зимува на остров Принц Леополд (74°02′ с. ш. 90°04′ з. д. / 74.033333° с. ш. 90.066667° з. д.), където оборудва склад с хранителни припаси и материали, който впоследствие помага на много от следващите експедиции в района. През май 1849 година заедно с Френсис Макклинток изследва северното и западното крайбрежие на остров Съмърсет на юг до 72º 38` с.ш. и на запад от протока Пил открива източното крайбрежие на остров Принц Уелски. В края на август корабите се освобождават от ледения плен и през ноември 1849 година се завръщат в Англия, без да намерят никакви следи от експедицията на Франклин и без да извършат някакви съществени открития.

## Следващи години (1849 – 1862)
От 1849 г. Рос заедно с жена си и четирите им деца живеят в селището Астън Абътс в община Айлсбъри Вейл. През 1856 е издигнат в чин контраадмирал. На следващата година умира съпругата му и сър Джеймс Рос не се възстановява от шока.
Умира на 3 април 1862 година в Астън Абътс на 61-годишна възратс.

## Памет
Неговото име носят:
- връх Монт Рос (49°36′ ю. ш. 69°30′ и. д. / 49.6° ю. ш. 69.5° и. д., 1850 м) на остров Кергелен, Индийски океан;
- залив Джеймс Рос (82°50′ с. ш. 64°25′ з. д. / 82.833333° с. ш. 64.416667° з. д.) на море Линкълн на североизточното крайбрежие на остров Елсмиър, Канадски арктичен архипелаг;
- кратер Рос на Луната;
- ледена бариера Рос, отделяща шелфовият ледник Рос от море Рос;
- море Рос в южната част на Тихия океан край бреговете на Антарктида;
- нос Джеймс Рос (68°28′ с. ш. 96°31′ з. д. / 68.466667° с. ш. 96.516667° з. д.) на южния бряг на остров Кинг Уилям, Канадски арктичен архипелаг;
- нос Джеймс Рос (74°42′ с. ш. 114°25′ з. д. / 74.7° с. ш. 114.416667° з. д.) на южния бряг на остров Мелвил, Канадски арктичен архипелаг;
- нос Рос (76°43′ ю. ш. 163°00′ и. д. / 76.716667° ю. ш. 163° и. д.) в Антарктида на брега на Земя Виктория;
- остров Джеймс Рос (64°08′ ю. ш. 58°00′ з. д. / 64.133333° ю. ш. 58° з. д.) в море Уедъл;
- остров Рос (77°30′ ю. ш. 167°35′ и. д. / 77.5° ю. ш. 167.583333° и. д.) в море Рос край брега на Земя Виктория;
- остров Рос (80°50′ с. ш. 20°20′ и. д. / 80.833333° с. ш. 20.333333° и. д.) в Северния ледовит океан, архипелаг Шпицберген;
- проток Джеймс Рос (69°40′ с. ш. 96°10′ з. д. / 69.666667° с. ш. 96.166667° з. д.) между полуостров Бутия и остров Кинг Уилям на югозапад;
- река Джеймс Рос (устие, 82°48′ с. ш. 64°40′ з. д. / 82.8° с. ш. 64.666667° з. д.) в северната част на остров Елсмиър в Канадския арктичен архипелаг, вливаща се в залива Джеймс Рос;
- шелфов ледник Рос (77° 25` – 85° 35` ю.ш., 144° 20` з.д. – 160° 00` и.д.) в Антарктида.

## Съчинения
- Voyage of discovery and research in the Southern and Antarctic regions during the years 1839 – 43 (v. 1 – 2, 1847).